# Stamatis Nikolópulos
Stamatis Nikolópulos va ser un ciclista grec que va competir a finals del segle XIX.
El 1896 va prendre part en els Jocs Olímpics d'Estiu d'Atenes, on va disputar dues proves del programa de ciclisme. En ambdues, els 333 metres esprint i els 2 quilòmetres, guanyà la medalla de plata, sempre per darrere del francès Paul Masson.